# Жерлянки
Жерлянки (лат. Bombinatoridae) — семейство бесхвостых земноводных. Ранее относились к семейству круглоязычных. Являются сестринской группой жаб-повитух и дискоязычных лягушек.

## Описание
Небольшие, ярко окрашенные лягушки, размером 4-8 см (Bombina) и 6-10 см (Barbourula). Голова толстая, туловище широкое и массивное. Теменная кость отсутствует. Зрачок треугольный или вертикально-эллиптический. Большинство видов достаточно ядовиты. Обладают уникальным способом звукоизвлечения — вокализируют во время вдоха, а не выдоха, как у других лягушек.

## Образ жизни
Любят сырые и влажные места. Большую часть жизни проводят в воде. Активны преимущественно в сумерках. Питаются насекомыми, членистоногими, ракообразными.

## Распространение
Ареал семейства охватывает Европу и Азию от Франции и Италии на западе до Дальнего Востока и Корейского полуострова на востоке, на юг до Турции, Китая и Вьетнама, а также остров Калимантан и Филиппинские острова.

## Классификация
На октябрь 2018 года в семейство включают 2 рода и 9 видов:
- Barbourula Taylor et Noble, 1924 — Барбурулы (2 вида)
- Bombina Oken, 1816 — Жерлянки (7 видов)